# Otto Ditscher
Otto Ditscher (* 29. Oktober 1903 in Neuhofen (Pfalz); † 13. November 1987 ebenda) war ein deutscher Maler und Mitglied der Künstlervereinigung „Pfälzische Sezession“.

## Leben
Otto Ditscher absolvierte eine handwerkliche Maler-Ausbildung. Nach 1910 kam es zu einer Begegnung mit dem Maler Heinz Schifferdecker (1889–1924), der ihn in die damalige künstlerische Stildiskussion im Fin de Siècle einführte. Otto Ditscher studierte dann von 1922 bis 1925 an der Akademie der bildenden Künste in München bei Adolf Schinnerer, Max Doerner und Max Mayrshofer.
Das Werk des Künstlers weist klassische Themen wie Stillleben, Porträts und Landschaften ebenso wie Transponierungen der Motive in abstrakte Formen, informelle Gemälde und Collagen auf. Er wusste die Atmosphäre der Weltstädte Venedig, Paris und New York ebenso wie die vertraute heimische Rheinebene unverwechselbar zu charakterisieren. Daneben finden sich immer wieder Illustrationen zu Meisterwerken deutscher Dichtkunst, die er mit Hilfe seiner Gattin Johanna Ditscher als Anthologien zusammengestellt und herausgegeben hat.
1937 wurden im Rahmen der deutschlandweiten konzertierten Aktion „Entartete Kunst“ von den Nationalsozialisten sein Ölgemälde Aus den bayerischen Vorbergen (1934, 59 × 68 cm) aus den Bayerischen Staatsgemäldesammlungen München beschlagnahmt. Sein Verbleib ist ungeklärt. Weshalb das Bild als „entartet“ galt, ist nicht ersichtlich.
Seit 1978 wird unter dem Namen dieses Künstlers ein Kunstpreis für Buchillustration vom Rhein-Pfalz-Kreis ausgelobt, der seit 1990 alle vier Jahre auch für musikalische Kompositionen vergeben wird, die sich in besonderer Weise für eine Aufführung durch Schüler eignen.
Otto Ditscher hatte eine besonders intensive Beziehung zu der Region aufgebaut, in der er geboren wurde und mit der sein Schaffen verwurzelt ist.
Otto Ditscher hatte Zeit seines Lebens regen Kontakt mit seinen Künstlerkollegen,
wie Hans Purrmann, Rolf Müller-Landau, Otto Dill oder Max Slevogt.
Im Jahre 1938 traf er sich bei einem Besuch in Berlin u. a. mit der Malerin und Bildhauerin Käthe Kollwitz. Während ihres intensiven Austauschs über die damalige Kunstszene, skizzierte er die Künstlerin auf einem Blatt, was ihr so gut gefiel, dass sie spontan ihren Namen daruntersetze.
Vom Land Rheinland-Pfalz wurde er mit der Max-Slevogt-Medaille ausgezeichnet.

## Werke (Auswahl)

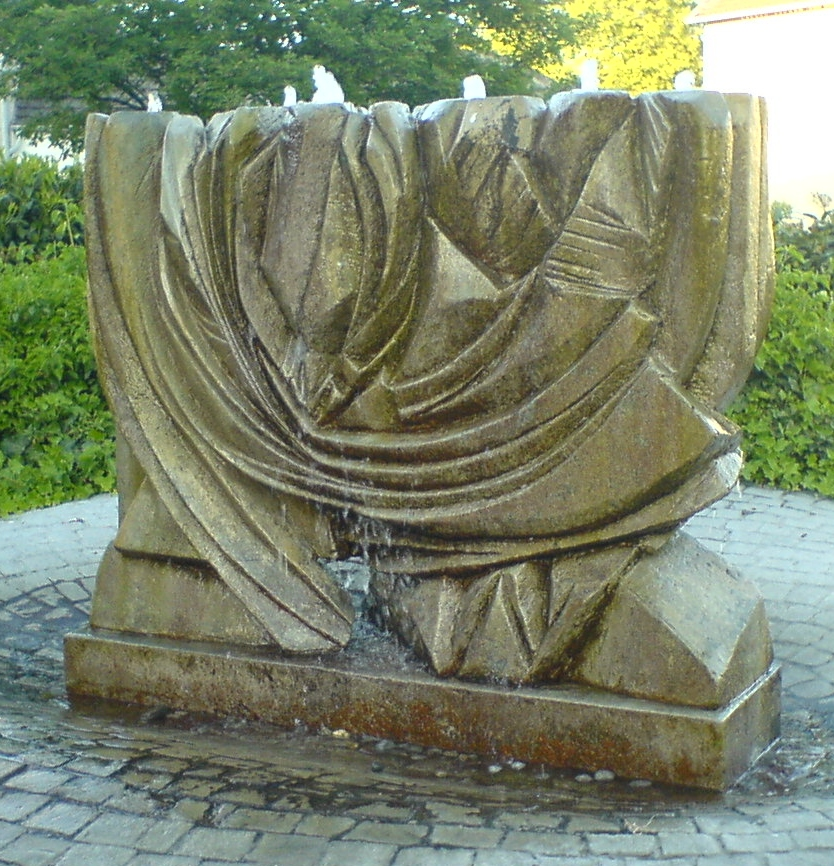
Das „Vegetativ aus Beton“ von 1965 als Brunnen vor der ehemaligen Volksbank (jetzt Rathaus) Neuhofen

- o. J. Abstrakte Komposition. Holzschnitt, 352 × 267
- o. J. Abstrakte Komposition in Blau. Gouache/Papier
- o. J. Blumen-Stilleben. Öl auf Hartfaserplatte, 600 × 400
- o. J. Chrysanthemen in Kugelvase. Tempera auf Papier, 410 × 445
- o. J. Mars. Holzschnitt, 500 × 350
- o. J. Parklandschaft mit Gebäude. Öl auf Leinwand, 570 × 645
- o. J. Spaziergang am Rheinufer. Öl auf Karton, 510 × 330
- o. J. Stillleben mit Steingutkrug und Rosen. Öl auf Hartfaserplatte, 670 × 460
- 1924 Frauenkopf im Viertelprofil nach links, Frauenkopf im Dreiviertelprofil (-1927). Wasserfarben/Feder
- 1935 Blick über das Messegelände auf die Bavaria. Wasserfarben, 300 × 410
- 1937 Wihr, Rudolf: Die Rehhütter Chronik. Beitrag zur Geschichte des Bezirks Ludwigshafen am Rhein. Hrsg. von der NS-Kulturgemeinde, Ortsverband Ludwigshafen. Ludwigshafen: Im Selbstverlag des Verfassers 1937. 8°, 207 S. mit 20 Federzeichnungen von Otto Ditscher, Neuhofen, mit Abb. und Skizzen und einem Bildnis des Verfassers, OBroschur.
- 1943 Winterliche Dorflandschaft mit strohgedeckten Bauernhütten in Lubni. Wasserfarben, 278 × 385
- 1952 Kauernde Antilope. Gouache, 290 × 280
- 1954 Medea. Gouache/Papier
- 1955 Abstrakte Komposition. Öl auf Karton, 385 × 450
- 1956 Ägyptisch. Öl auf Leinwand
- 1958 Abstrakte Komposition. Öl auf Karton, 155 × 845
- 1960 Abstrakte Komposition. Öl auf Holztafel, 350 × 495
- 1960 Abstrakte Komposition. Öl auf Holztafel, 195 X 705
- 1960 Komposition in Pastelltönen. Öl auf Hartfaserplatte, 540 × 210
- 1960 Rheinlandschaft. Acryl auf Hartfaserplatte
- 1964 Abstrakte Komposition. Mischtechnik/Karton, 210 X 520
- 1965 Vegetativ aus Beton. Kreissparkasse, Neuhofen
- 1965 Eisengeflecht „Musikant“. Rehbachschule, Neuhofen
- 1967 Abstrakte Komposition, beleuchtete Schaufenster. Öl auf Leinwand/Platte, 200 × 1005
- 1969 Abstrakte Komposition. Öl auf Holztafel, 190 × 695
- 1972 Komposition mit geometrischen Formen. Collage, 600 X 490
- 1972 Stillleben mit blauer Vase. Gouache/Papier, 540 × 730
- 1975 Aluminiumrelief „Kühbrunneneck“. Am Hallenbad, Mutterstadt
- 1975 Abstrakte Komposition. Öl auf Karton, 180 X 790
- 1975 Abstrakte Komposition. Öl auf Holztafel, 180 × 700
- 1975 Brunnen. Am Hallenbad, Mutterstadt
- 1976 Ernst Bloch, Linolschnitt
- 1977 Roggendorf, Heinrich/Ditscher, Otto: Wein und Wesen – Begegnungen mit der Pfalz. Köln (Müssener Verlag), 104 Seiten mit ca. 40 Illustrationen von Otto Ditscher, gebunden in Kunstleinen, ISBN 3-920669-16-9
- 1977 Komposition mit angeschnittener Scheibe und Rechteckform. Collage, 490 × 650
- 1977 Komposition mit goldener Scheibe. Collage, 490 × 650
- 1981 Bildnis eines sitzenden Kindes. Tinte, 395 × 235
- 1984 Ehrenmal. Friedhof, Neuhofen